# NGC 7008
NGC 7008 (znana również jako Mgławica Embrion lub Zarodek) – mgławica planetarna znajdująca się w gwiazdozbiorze Łabędzia. Odkrył ją William Herschel 14 października 1787 roku. Znajduje się w odległości około 2800 lat świetlnych od Ziemi. Do obserwacji warto użyć filtru O-III lub UHC. Widoczna jest jako szara plamka, podobna rozmiarami do M57 w Lutni.

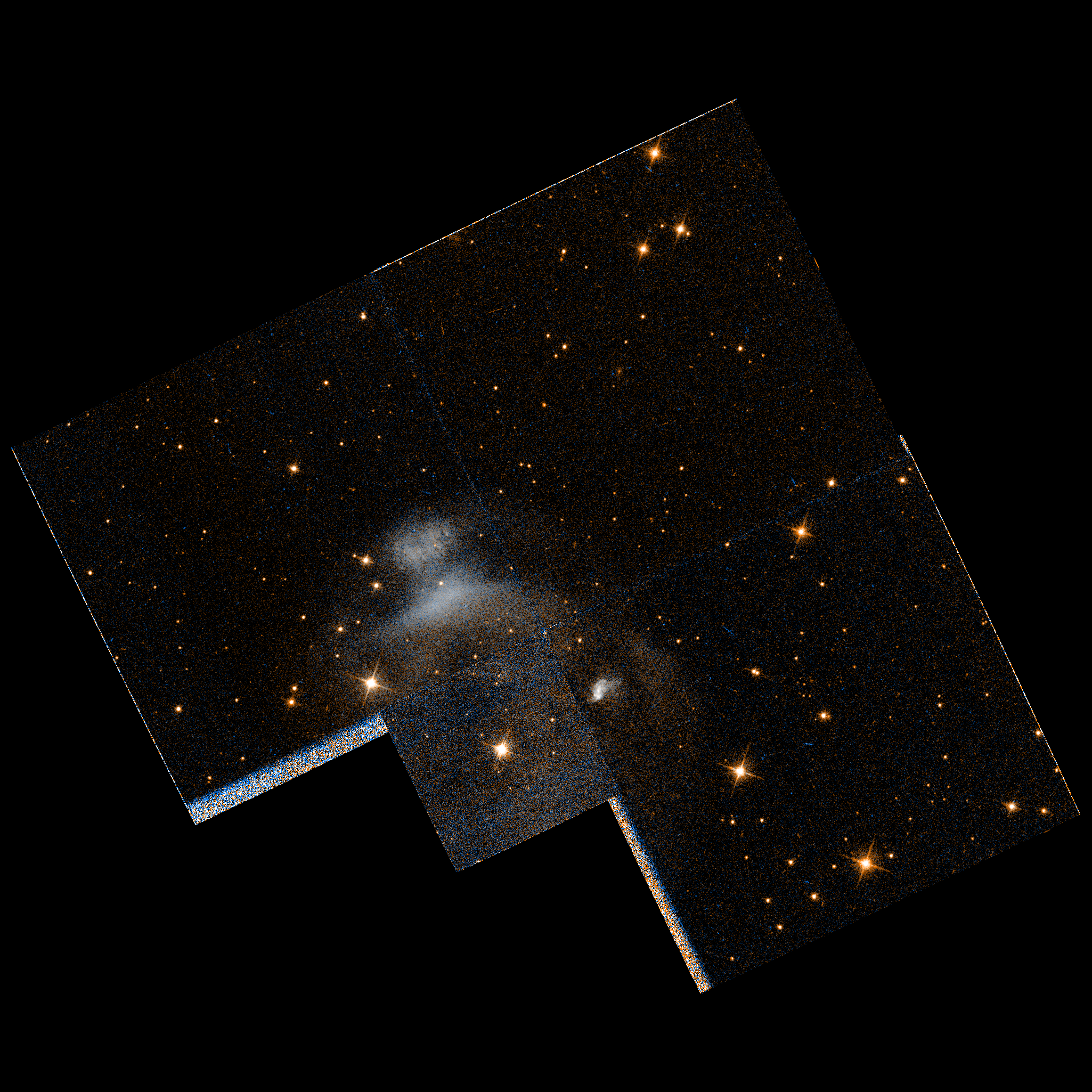
Zbliżenie mgławicy, zdjęcie z Teleskopu Hubble’a